# 커낼워크

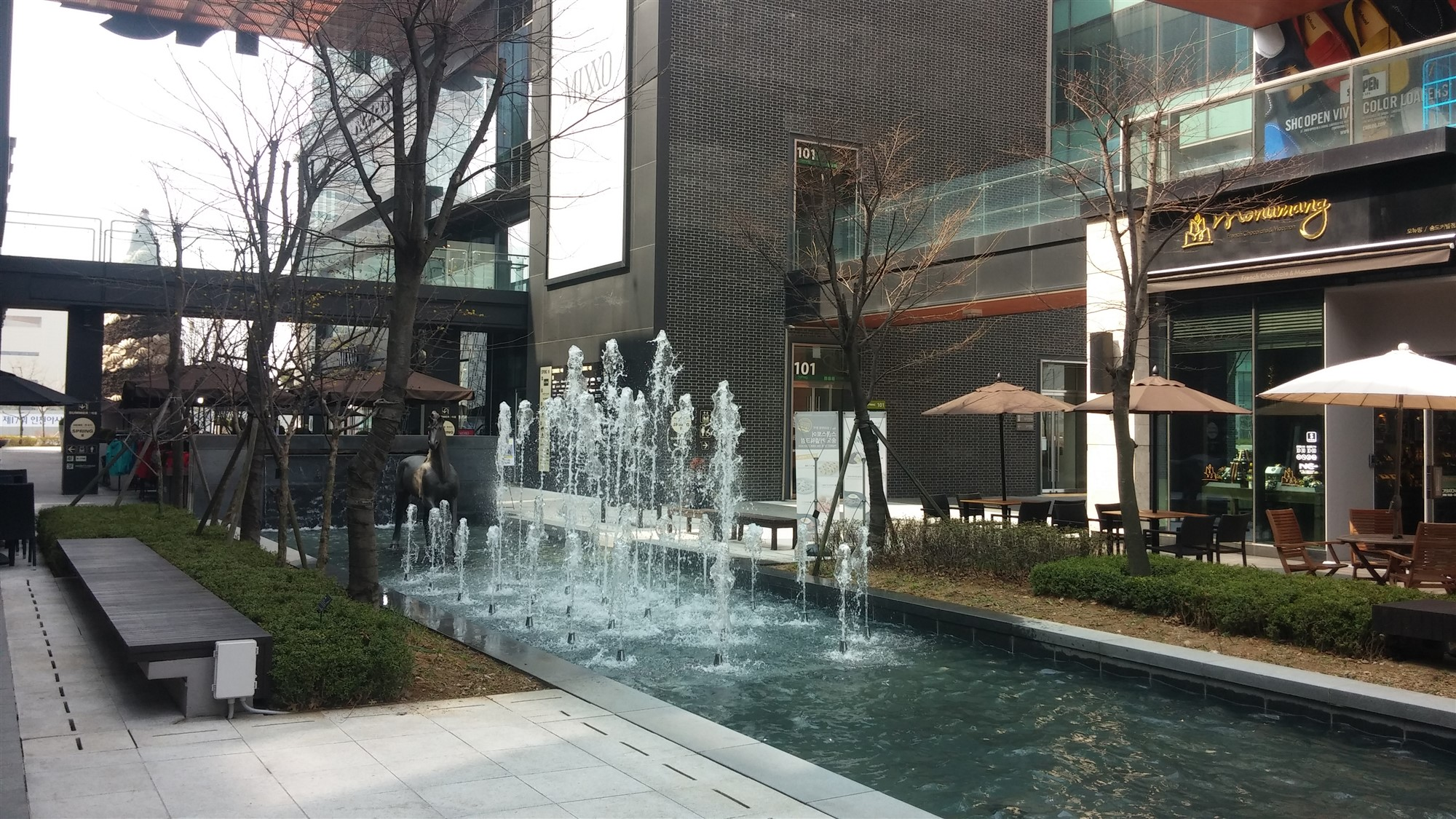
커낼워크의 모습

커낼워크(Canal Walk)는 인천광역시 연수구 송도국제도시에 위치한 유럽형 쇼핑 스트리트를 명칭한다. KPF가 설계하였고 포스코건설이 시공하였다. 중앙에 위치한 수로를 중심으로 양옆으로 상업시설이 들어서 있으며 2009년 10월 준공되었다. 2013년부터 이랜드 리테일이 인천경제자유구역청과 커낼워크 대부분을 약 10년 장기 운영할 수 있는 허가 계약을 체결하였다. 이후 커낼워크는 NC큐브 커낼워크라는 명칭으로 재탄생하였고, 주말 평균 1만 5천명 정도가 다녀가는 로드몰이 되었다. 1,2층은 일반적으로 상업 시설로 운영되며 3층부터 최고 5층까지는 모두 오피스텔 및 레지던스로 운영되고 있다.

## 특이점
가운데에 커낼이라고 명칭 하는 수로를 사이에 두고 양옆으로 유럽식 건물을 현대적으로 재해석해 설계된 건물들이 늘어서 있다. 1층부터 2층은 상업 시설, 또 3층부터 5층까지는 오피스텔과 레지던스로 사용되고 있다. 중앙 수로를 따라 걸으면 340개의 커낼워크의 모든 매장이 한눈에 펼쳐진다. 쇼핑, 문화, 먹거리, 휴식의 주제로 블록별 특화되어 있다. 커낼워크 (Canal Walk)라는 명칭도 수로를 끼고 걷는다는 설정에서 따왔다.

## 올바른 명칭
일반적으로 커넬워크라고 자주 쓰이나 실제 맞춤법 표기상 커낼워크가 올바른 명칭이다.

## 역사
커낼워크는 2008년 초 미국계 설계사 KPF(콘 페더슨 폭스)사로부터 설계되었으며 포스코 건설이 시공하여 2009년 10월 준공되었으며 이랜드 리테일이 2013년부터 장기 임대 및 운영 관리 권한을 인천경제자유구역청으로부터 부여받았고, NC CUBE라는 새로운 로드몰 라인업을 탄생시켜 커낼워크에 접목하였다.

## 위치
인천광역시 연수구 송도2동 센트럴로와 아트센터대로가 교차하는 지점에 입구가 위치해있다. 더샵 센트럴파크 1차 주상복합 바로 옆에 위치해 있다. 인근에 인천 1호선 센트럴파크역이 위치해 있으며 송도 센트럴파크와도 가깝다. 센트럴파크역 3번 출구로부터 도보 거리 약 600m에 있다.

## 규모
커낼워크는 4블록 (봄, 여름, 가을, 겨울 동)으로 구성되어 있으며 각 동 사이마다 도로가 있으며 봄동과 여름동, 가을동과 겨울동 사이에는 주말 및 공휴일 차 없는 거리로 운영 중이어서 굳이 건널목에서 신호를 기다리지 않고도 자유로이 다른 블럭으로 이동할 수 있다. 봄동부터 겨울동까지 4블럭은 모두 일렬로 늘어서 있다. 4블럭의 총 길이는 740m에 이르며 각 블럭들의 폭은 70미터로 모두 동일하다.

## 이랜드리테일 입점 브랜드
- 봄동: 모던하우스, 버터, 뉴발란스, 미쏘, NC픽스, 슈펜, 아나카프리, 로이드
- 여름동: 로엠, 듀엘, 쉬즈미스, 럭셔리갤러리, 모조에스핀

## 같이 보기
- 송도국제도시
- 인천경제자유구역
- 송도 센트럴파크